# International Geodetic Student Organisation
Die International Geodetic Student Organisation (IGSO) ist ein politisch neutraler, unabhängiger und nicht gewinnorientierter Verein von Studierenden der Geodäsie und jungen Geodäten.

## Ziele
Die Ziele der IGSO sind:
- die Verbände und Organisationen von Geodäsie-Studierenden aller Länder zum gegenseitigen Meinungsaustausch zusammenzuführen
- Geodäsie-Studierende gegenüber der Öffentlichkeit zu vertreten
- Verbindungen zwischen den einzelnen Mitgliedsverbänden aufzubauen
- Informationen über die aktuellen sozialen Zustände unter den Geodäsie-Studierenden in den verschiedenen Ländern zu verbreiten, um Verbesserungen zu erreichen
- die guten Beziehungen zu den jeweiligen Hochschulen und Partnerorganisationen sowie den kulturellen Austausch zwischen verschiedenen Ländern zu festigen

Diese Ziele werden über das International Geodetic Students Meeting (IGSM) und die währenddessen stattfindende Generalversammlung (General Assembly) organisiert und umgesetzt.

## Struktur
Die Mitglieder der IGSO sind Geodäsie-Fachschaften und -Studentenvereine der jeweiligen Universitäten und Hochschulen.
Die IGSO besteht aus drei Organen:
- der Mitgliederversammlung (General Assembly)
- dem Vorstand (International Geodetic Students Agency: the General Secretary, the Treasurer, and the Actuary)
- den Kassenprüfern (the auditors of account).

Die Struktur der IGSO und die Realisierung des IGSMs 2004 wurde auf der ISPRS-Konferenz 2006 präsentiert.

## Treffen und Aktivitäten
Jedes Jahr organisiert die IGSO ein International Geodetic Students Meeting (IGSM). Diese Treffen bieten den Studierenden die Möglichkeit, Erfahrungen untereinander auszutauschen. Da die Treffen jedes Jahr in einem anderen Land stattfinden, bieten sie auch die Gelegenheit, neue Kulturen und Gewohnheiten kennenzulernen.

## Geschichte
Das erste IGSM wurde in den Niederlanden von den Geodäsie-Studierenden der TU Delft organisiert. Die IGSO wurde dann während des vierten IGSM in Graz, Österreich, gegründet.
Vergangene und zukünftige Treffen:
| Jahr | Titel      | Land                   | Stadt               | Hochschule                                                                       |
| ---- | ---------- | ---------------------- | ------------------- | -------------------------------------------------------------------------------- |
| 1988 | 1. IGSM    | Niederlande            | Delft               | Technische Universität Delft                                                     |
| 1989 | 2. IGSM    | Deutschland            | Bonn                | Rheinische Friedrich-Wilhelms-Universität Bonn                                   |
| 1990 | 3. IGSM    | Ungarn                 | Budapest            | Technische und Wirtschaftswissenschaftliche Universität Budapest                 |
| 1991 | 4. IGSM    | Österreich             | Graz                | Technische Universität Graz                                                      |
| 1992 | 5. IGSM    | Vereinigtes Königreich | London              | University College London                                                        |
| 1993 | 6. IGSM    | Tschechien             | Prag                | Tschechische Technische Universität Prag                                         |
| 1994 | 7. IGSM    | Deutschland            | Bochum-Essen        | Hochschule Bochum, Universität-Gesamthochschule Essen                            |
| 1995 | 8. IGSM    | Polen                  | Warschau            | Technische Universität Warschau                                                  |
| 1996 | 9. IGSM    | Deutschland            | Hannover            | Universität Hannover                                                             |
| 1997 | 10. IGSM   | Niederlande            | Delft               | Technische Universität Delft                                                     |
| 1998 | 11. IGSM   | Spanien                | Madrid              | Polytechnische Universität Madrid                                                |
| 1999 | 12. IGSM   | Spanien                | Valencia            | Polytechnische Universität Valencia                                              |
| 2000 | 13. IGSM   | Frankreich             | Le Mans/Paris       | École supérieure des géomètres et topographes (ESGT)                             |
| 2001 | 14. IGSM   | Vereinigtes Königreich | Newcastle upon Tyne | Newcastle University                                                             |
| 2002 | 15. IGSM   | Slowenien              | Ljubljana           | Universität Ljubljana                                                            |
| 2003 | 16. IGSM   | Deutschland            | Dresden             | Technische Universität Dresden                                                   |
| 2004 | 17. IGSM   | Finnland               | Espoo               | Aalto-Universität (2004 noch Technische Universität Helsinki)                    |
| 2005 | 18. IGSM   | Türkei                 | Istanbul            | İstanbul Teknik Üniversitesi                                                     |
| 2006 | 19. IGSM   | Polen                  | Krakau              | Akademie für Bergbau und Hüttenwesen Krakau                                      |
| 2007 | 20. IGSM   | Bulgarien              | Sofia               | Universität für Architektur, Bauingenieurwesen und Geodäsie (UACEG)              |
| 2008 | 21. IGSM   | Spanien                | Valencia            | Polytechnische Universität Valencia                                              |
| 2009 | 22. IGSM   | Schweiz                | Zürich              | ETH Zürich                                                                       |
| 2010 | 23. IGSM   | Kroatien               | Zagreb              | Universität Zagreb                                                               |
| 2011 | 24. IGSM   | Vereinigtes Königreich | Newcastle upon Tyne | Newcastle University                                                             |
| 2012 | 25. IGSM   | Spanien                | Jaén                | Universität Jaén                                                                 |
| 2013 | 26. IGSM   | Polen                  | Breslau             | Naturwissenschaftliche Universität Breslau                                       |
| 2014 | 27. IGSM   | Türkei                 | Istanbul            | İstanbul Teknik Üniversitesi                                                     |
| 2015 | 28. IGSM   | Finnland               | Espoo               | Aalto-Universität                                                                |
| 2016 | 29. IGSM   | Deutschland            | München             | Technische Universität München                                                   |
| 2017 | 30. IGSM   | Kroatien               | Zagreb              | Universität Zagreb                                                               |
| 2018 | 31. IGSM   | Spanien                | Valencia            | Polytechnische Universität Valencia                                              |
| 2019 | 32. IGSM   | Polen                  | Warschau            | Technische Universität Warschau                                                  |
| 2020 | (abgesagt) | Griechenland           | Thessaloniki        | Aristoteles-Universität Thessaloniki (aufgrund der COVID-19-Pandemie abgesagt)   |
| 2021 | 33. IGSM   | Deutschland            | Hannover (Online)   | Gottfried Wilhelm Leibniz Universität Hannover                                   |
| 2022 | 34. IGSM   | Deutschland            | Hannover / Hamburg  | Gottfried Wilhelm Leibniz Universität Hannover und HafenCity Universität Hamburg |
| 2023 | 35. IGSM   | Spanien                | Valencia            | Polytechnische Universität Valencia                                              |
| 2024 | 36. IGSM   | Bulgarien              | Sofia               | Universität für Architektur, Bauingenieurwesen und Geodäsie (UACEG)              |
| 2025 | 37. IGSM   | Marokko                | Rabat               | Institut agronomique et vétérinaire Hassan-II                                    |
| 2026 | 38. IGSM   | Kroatien               | Zagreb              | Universität Zagreb                                                               |
| 2027 | 39. IGSM   | Polen                  | Breslau             | Naturwissenschaftliche Universität Breslau                                       |

## Partnerorganisationen
Die IGSO ist eine Partnerorganisation des weltweiten Dachverbands der Vermessungsingenieure Fédération Internationale des Géomètres (FIG).
Die Konferenz der Geodäsiestudierenden (KonGeoS) der deutschsprachigen Hochschulen vertritt Geodäsie-Studierende aus Deutschland, Österreich und der Schweiz.